# Soles (Cilicie)
Pour les articles homonymes, voir Soles.
Soles, Soli (en latin Soli ; en grec Soloi, Σόλοι) puis Pompéiopolis, aujourd'hui Mezitli, en Turquie, est une cité grecque de Cilicie. Les ruines sont situées sur la côte Méditerranéenne à 11 km à l'ouest de Mersin. Le nom de la ville est présent dans le français solécisme, nom commun désignant une faute de syntaxe. Les gens de Soles avaient la réputation de mal parler le grec.

## Histoire
Soles a été fondée par des colons de Lindos, l'une des trois cités de l'île de Rhodes, avant la fusion de 408 av. J.-C.. Elle fut prise en 333 av. J.-C. par Alexandre le Grand, qui rétablit la démocratie après avoir installé une garnison et condamné la cité à une indemnité de 200 talents.
Aux environs de 70 av. J.-C., la ville est détruite par Tigrane II d'Arménie au cours de la guerre contre Mithridate VI. Les habitants sont déportés vers Tigranakert. La cité reste presque déserte jusqu'en 67 av. J.-C.. Elle est alors donnée par Pompée à d'anciens pirates qui la renomment Pompéiopolis en son honneur. 
Au IVe siècle, Égérie ou Étheria, une nonne originaire du sud de l'Espagne ou du sud de la Gaule, fait le trajet vers Jérusalem. Elle passe à Pompéiopolis. La ville tombe aux mains des Arabes au VIIe siècle, est reprise par les Grecs byzantins en 1180 et devient ottomane en 1466.

## Personnages célèbres
Soles est la patrie :
- des poètes Aratos de Soles et Castorion de Soles ;
- du philosophe stoïcien Chrysippe de Soles ;
- du philosophe Crantor, successeur de Xénocrate à la tête de l'Académie de Platon.